# Kian Soltani
Kian Soltani   (Bregenz, 3 de juny de 1992) és un violoncel·lista austríac d'origen iranià, nascut en el si d'una família de músics iranians.

## Biografia
Va començar a tocar el violoncel als quatre anys i als dotze va començar els seus estudis amb Ivan Monighetti a l'Acadèmia de Música de Basilea. Va completar els seus estudis com a membre del Programa Jove Solista a l'Acadèmia Kronberg de Taunus (Alemanya), i a l'Acadèmia Internacional de Música de Liechtenstein. Ha ocupat el càrrec de violoncel·lista principal a l'West-Eastern Divan Orchestra de Daniel Barenboim, on es va destacar interpretant el Triple Concert de Beethoven a la gira de l'orquestra el 2015. Va ser artista resident a la Residentie Orchestra de La Haia per a la temporada 2018-2019.
De la temporada 2020-2021 destaquen els seus concerts amb l'Orquestra Filharmonica de Viena, l'Orquestra Filharmonica de Londres, l'Orquestra Estatal de Berlín, l'Orquestra Simfònica de Boston i l'Orquestra Simfònica de Chicago. Soltani va ser artista en residència al festival Schleswig-Holstein.
Entre els concerts de Soltani previstos per a la temporada 2021-2022, destaquen el seu debut amb l'Accademia Nazionale di Santa Cecília, l'Orquestra Filharmònica Txeca i l'Orquestra Simfònica de la Ràdio de Viena. Amb aquesta última orquestra, el 20 de març de 2022 va debutar a l'Auditori del Kursaal de Sant Sebastià en un concert dirigit per la directora estatunidenca Marin Alsop, que també debutava en aquell auditori.

## Música de cambra
Com a músic de cambra ha tocat al Carnegie Hall i als Festivals de Salzburg i Lucerna. Va oferir concerts al Wigmore Hall i al Pierre Boulez Saal, on va tornar el 2021. El gener de 2022 va tocar juntament amb Daniel i Michael Barenboim els Trios de piano de Beethoven a les sales Philharmonie de París, Musikverein de Viena, London Southbank i Munich Philharmonie im Gasteig.

## Enregistraments
El 2017 va signar un contracte per de Deutsche Grammophon, on va publicar el seu primer àlbum, Home, amb obres de Schubert, Schumann i un treball que el compositor iranià Reza Vali va compondre especialment per a Soltani. El 2018 va publicar la seva segona gravació, en la qual interpretava els Quartets per a piano de Mozart juntament amb Daniel i Michael Barenboim i Lulia Deineka. El 2019 Warner Classic va treure una gravació dels Trios per a piano d'Dvořák i Txaikovski, juntament amb Lahav Shani i Renaud Capuçon, enregistrats en viu al Festival Aix Easter (Provença) el 2018. El 2020 va gravar el concert per a violoncel de Dvořák i altres peces amb l'Orquestra estatal de Berlín i Daniel Barenboim. El 2021 va publicar la seva última gravació, Cello Unlimited.

## Salt a la fama
Soltani va saltar al primer nivell de l'escena internacional l'abril de 2013 com a guanyador del Concurs Internacional de Violoncel de Hèlsinki. El febrer de 2017 va guanyar el Premi Leonard Bernstein del Festival de Música de Schleswig-Holstein (Alemanya) i, el desembre del mateix any va rebre el Premi al Jove Artista del Credit Suisse.
Kian Soltani toca amb el violoncel Stradivarius London ex-Boccherini, cedit per la Beare's International Violin Society.